# Verdunkelung (Luftschutz)

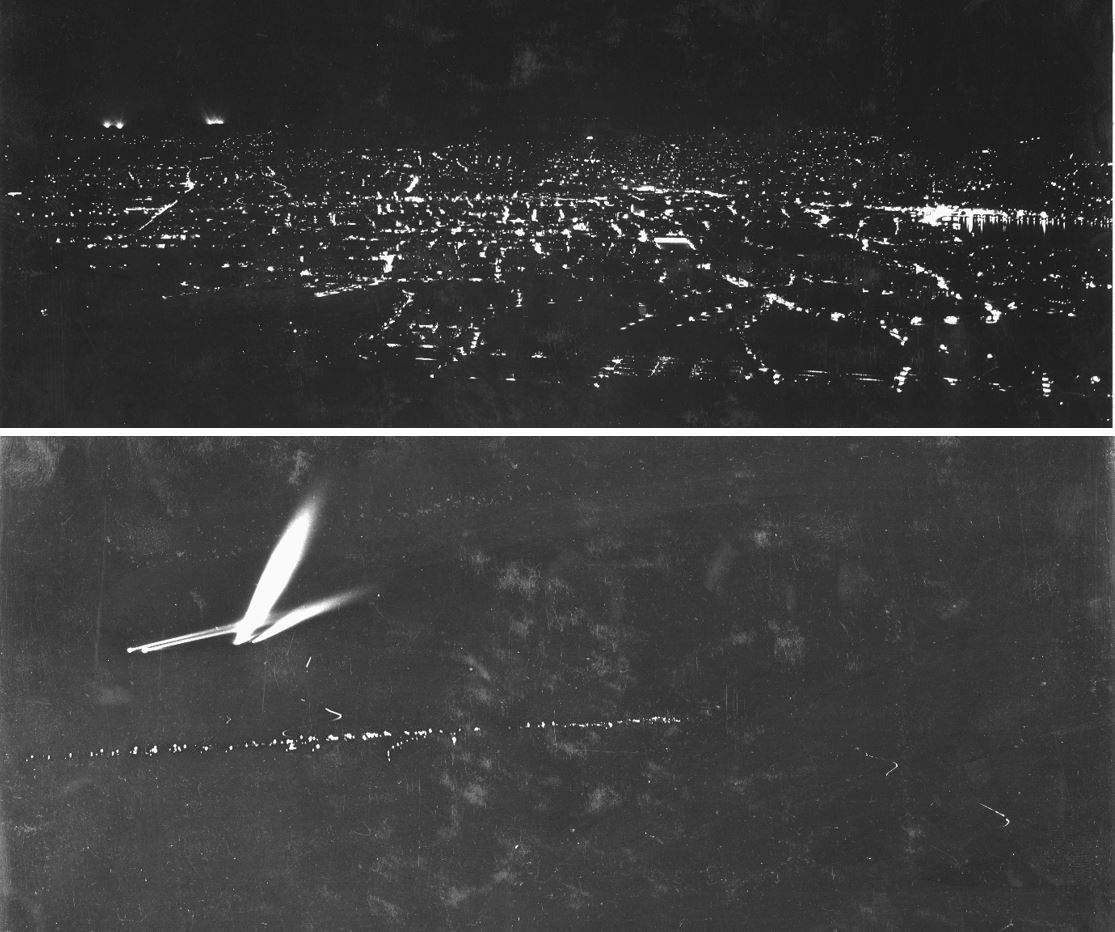
Verdunkelungsübung der Stadt Zürich 1937. Oben: Stadt normal beleuchtet. Unten: Stadt verdunkelt

Die Verdunkelung ist eine Maßnahme des Luftschutzes bei Nacht, bei der die Sichtbarkeit künstlichen Lichts in einem bestimmten Gebiet eingeschränkt oder unterbunden wird. Sie soll verhindern, dass sich die Besatzungen feindlicher Luftfahrzeuge an der Beleuchtung markanter Straßenzüge oder Gebäude orientieren können. Dadurch soll ihnen bei Luftangriffen das Auffinden der Ziele erschwert werden. Die Verdunkelung wurde im Ersten Weltkrieg eingeführt und war auch im Bombenkrieg des Zweiten Weltkriegs weit verbreitet, hat durch den technischen Fortschritt der Militärtechnik jedoch seitdem stark an Wirksamkeit eingebüßt.
Die Verdunkelung kann in der Bundesrepublik Deutschland im Verteidigungsfall von den Gemeinden gemäß § 5 Abs. 4 ZSKG angeordnet werden.

## Geschichte

### Erster Weltkrieg
Die ersten Bombenangriffe aus der Luft fanden im Ersten Weltkrieg statt. Zu Beginn der Fliegerei wurde der Sichtflug praktiziert, und auch der Bombenabwurf wurde nach Sicht durchgeführt. Im Januar 1915 ordnete deshalb der Militärgouverneur in Le Havre an, dass „die Innenbeleuchtung der Privathäuser […] während der Nachtstunden von außen nicht sichtbar sein darf, daß die Beleuchtung der öffentlichen Gebäude, Werkstätten und Geschäftslokale auf das Mindestmaß beschränkt und die Schaufenster verhängt werden müssen“.
Zuvor war bereits Ende 1914 aus Furcht vor Angriffen deutscher Luftschiffe in England die Verdunkelung hauptstädtischer Straßen üblich. Außerdem mussten Straßenbahnwagen mit heruntergezogenen Jalousien fahren, und Straßenlaternen wurden abgeschaltet bzw. an der Oberseite verdunkelt, z. B. durch Auftragen von Ruß. In London führten diese Maßnahmen zu einer derartigen Zunahme von Verkehrsunfällen, dass hierdurch vermutlich mehr Menschen ums Leben kamen als durch die Luftangriffe selbst. Der Londoner Polizeiarzt berichtete jedenfalls von einer deutlichen Zunahme der Verkehrstoten in den Monaten September und Oktober 1914 (163 im Vergleich zu 101 im Vorjahr). Aus Angst vor deutschen Zeppelinen war sogar während der – sonst als Lichtfest gefeierten – Weihnachtsfeiertage 1914 in London Verdunkelung angeordnet.

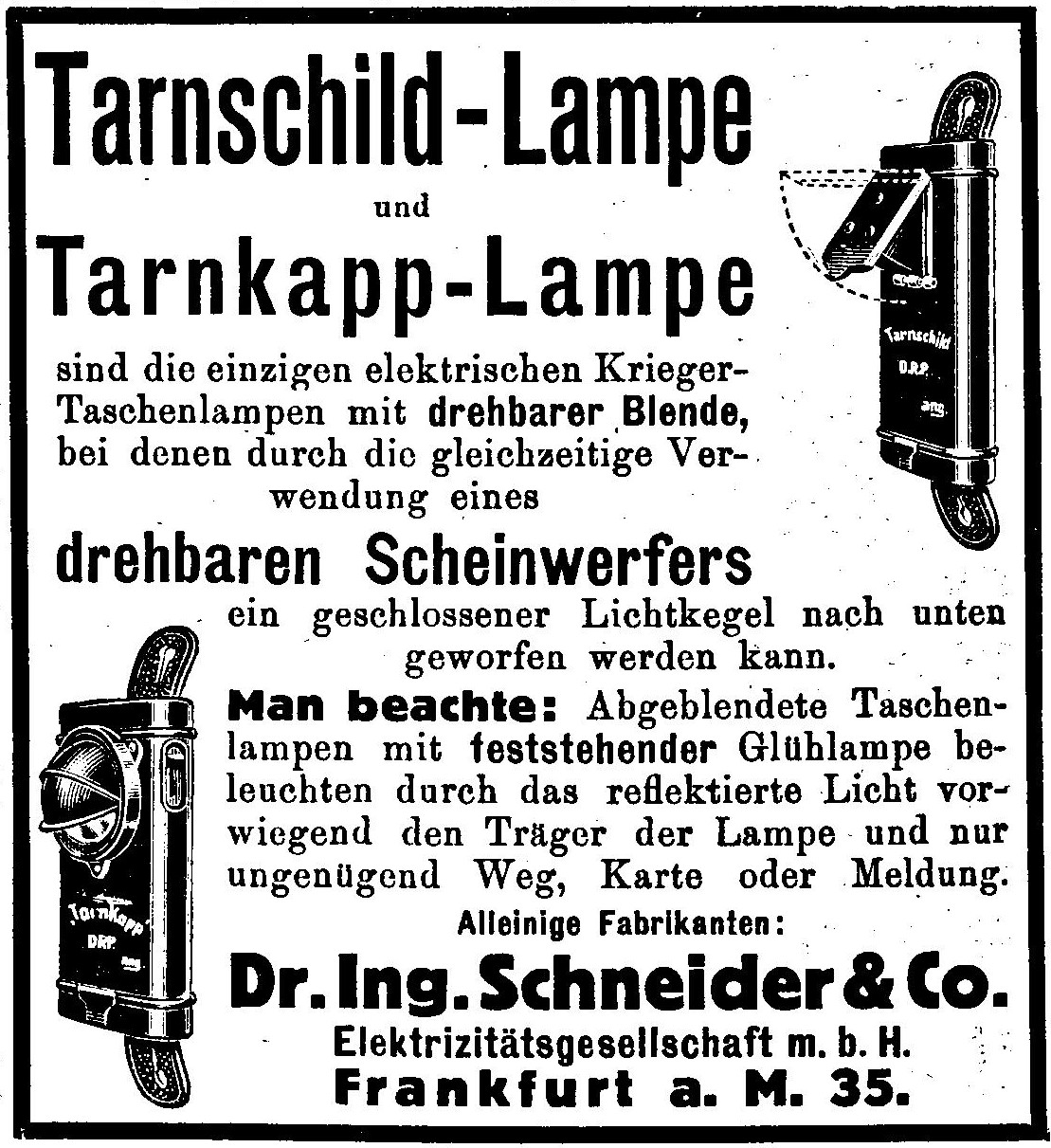
Taschenlampen im Rahmen der Maßnahmen zur Verdunkelung im Ersten Weltkrieg: Tarnschild- und Tarnkapp-Lampe

Im Ersten Weltkrieg wurden im Rahmen der Verdunkelungsmaßnahmen abblendbare Taschenlampen entwickelt, die sogenannte Tarnkapp-Lampe bzw. Tarnschild-Lampe.
Die Alliierten versuchten, die deutsche Rüstungsindustrie im Ruhrgebiet aus der Luft zu treffen. Darum wurden im Frühjahr 1917 erste Richtlinien zur flächendeckenden Verdunkelung erlassen. Auch Eisenbahnen wurden Ziele von Luftangriffen und Anfang 1918 die Verdunkelung von Personenzügen angeordnet.

### Zweiter Weltkrieg

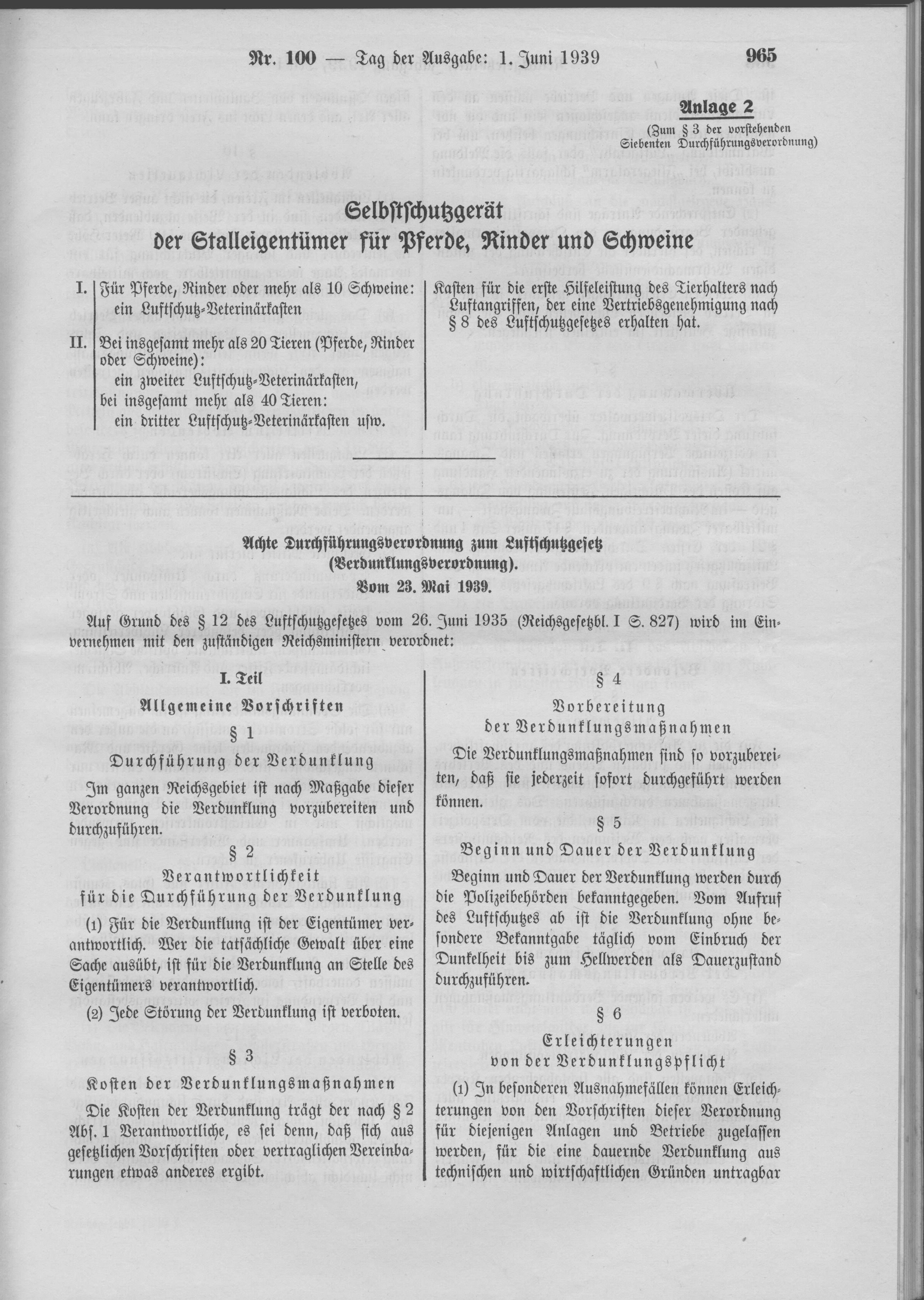
Achte Durchführungsverordnung zum Luftschutzgesetz (Verdunklungsverordnung) vom 23. Mai 1939 (Deutsches Reich)

In der Schweiz wurden im Herbst 1938 erste Verdunkelungsübungen durchgeführt und Luftschutz-Merkblätter verteilt. Fliegen im Zweiten Weltkrieg war weiterhin durch das Fliegen auf Sicht geprägt. So wurde per Verordnung vom 23. Mai 1939 und 22. Oktober 1940 die Verdunkelung im Deutschen Reich geregelt.

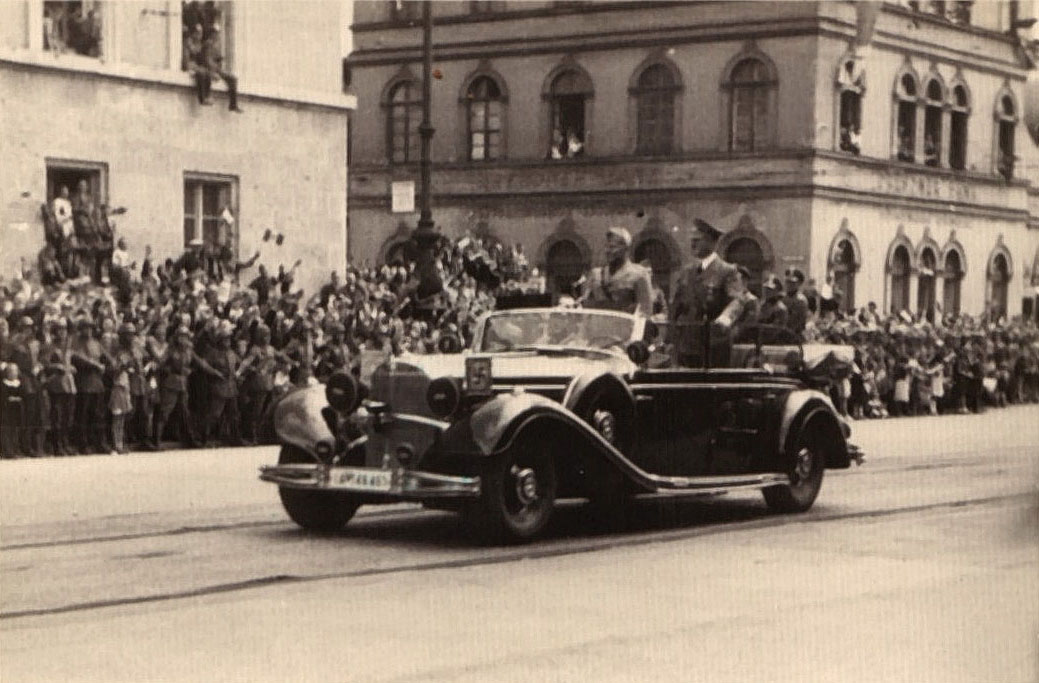
Schlitzblenden an Hitlers Mercedes-Benz W 150 Cabriolet bei einer Fahrt durch München mit Mussolini, 1940

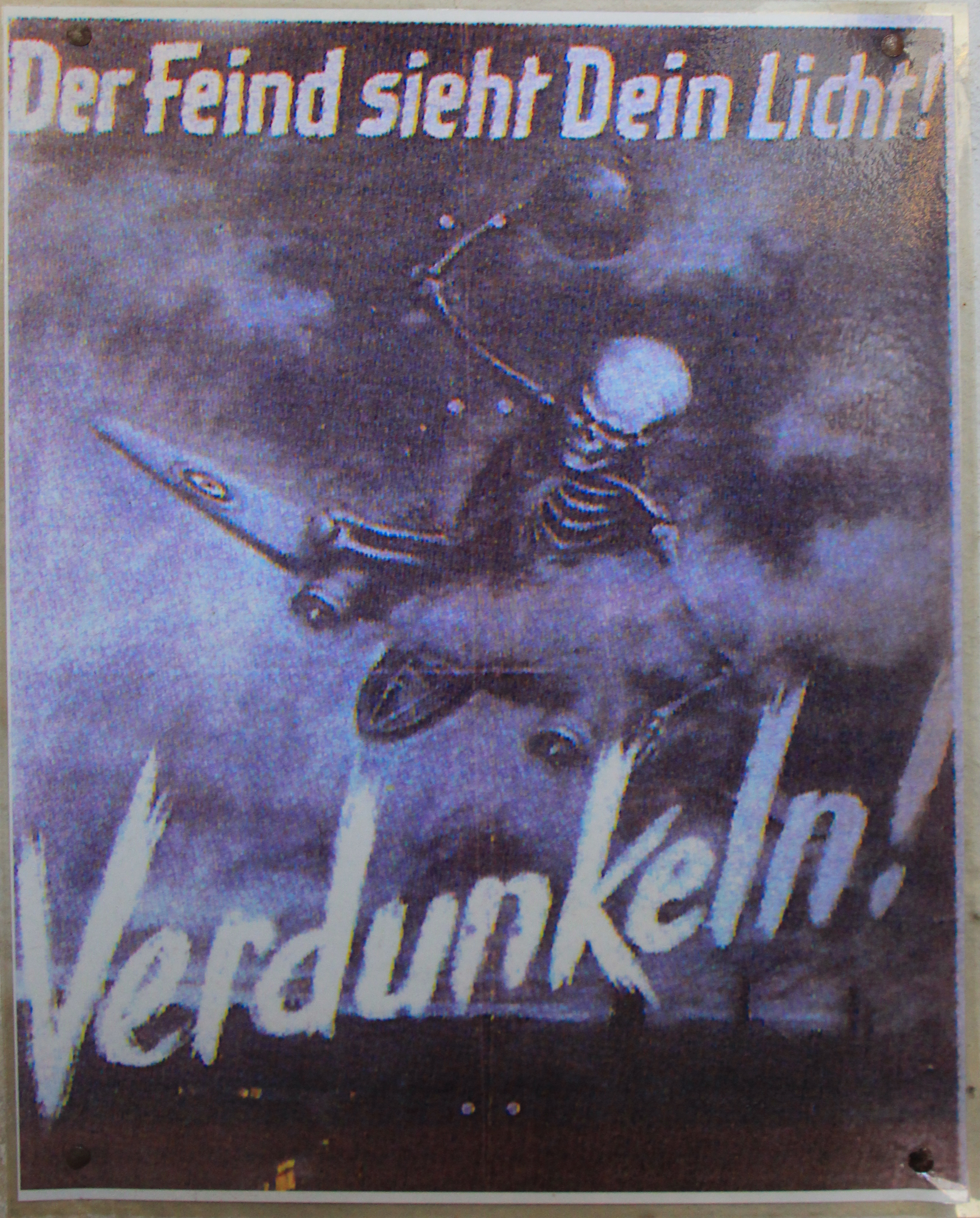
Deutsches Plakat aus dem Zweiten Weltkrieg, welches zur Verdunkelung anhält.

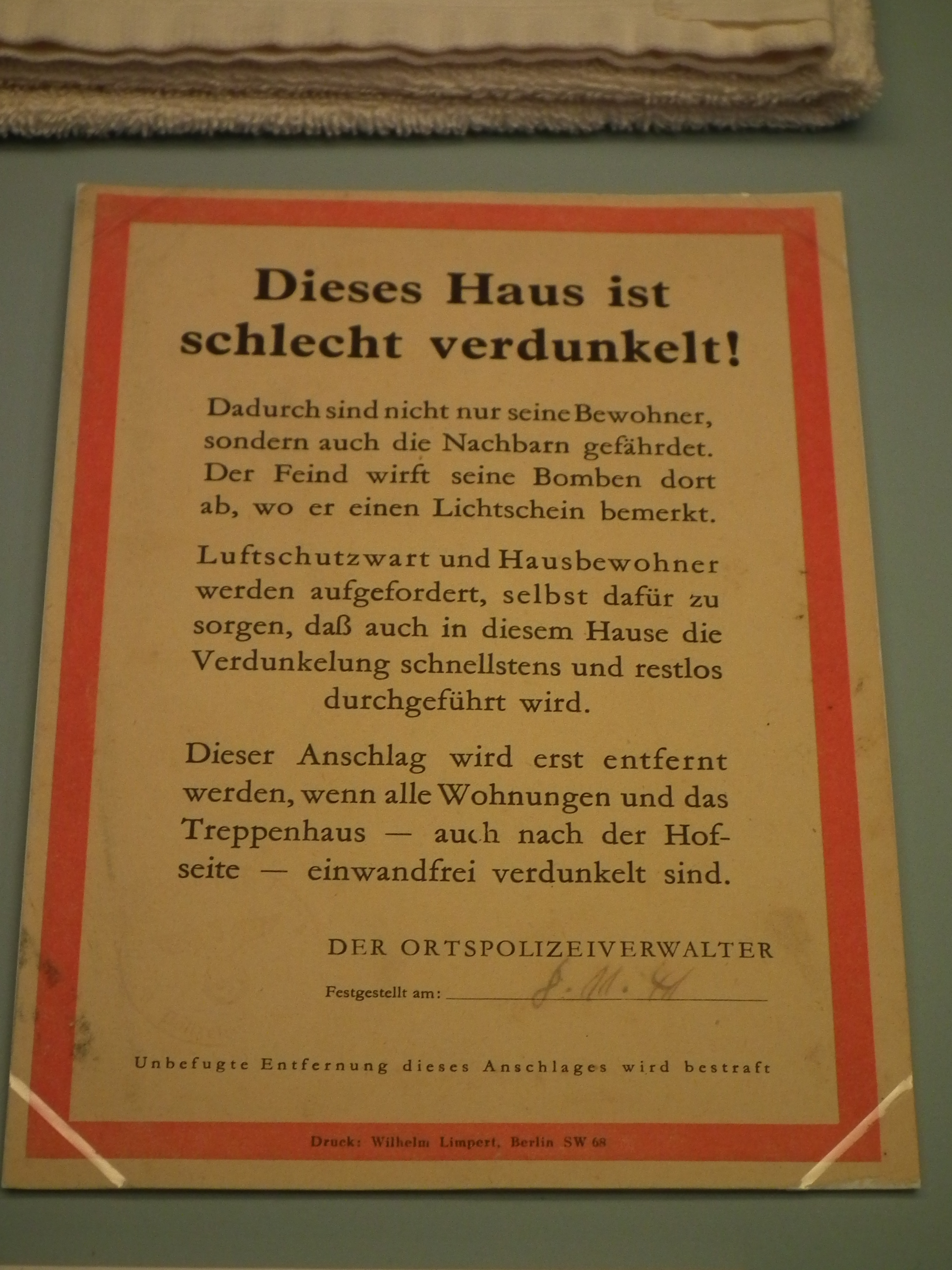
Anschlag: „Dieses Haus ist schlecht verdunkelt!“

Um Gebäude weiterhin beleuchten zu können, gab es Luftschutzlampen, für deren Einsatz Vorschriften zu beachten waren. Ähnliche Regelungen gab es auch in anderen Ländern. Lichtquellen und „Lichtaustrittsöffnungen“ sollten bei Fliegeralarm dabei gedämpft werden, es sollte dabei auf 500 m keine Lichtquelle mehr wahrnehmbar sein. Die Verdunkelungsverordnungen galten auch für Kraftfahrzeug- und Fahrradscheinwerfer, die mit Schlitzblenden ausgerüstet sein mussten. Fensterscheiben von Räumen in Wohnungen wurden mitunter mit dunklem Papier abgeklebt. Die Einheitskarbidhandlaterne hatte drei vor den Fenstern einschiebbare Aluminium-Bleche, deren vorderes durch Schieber für einen Richtstrahl mittig (Durchmesser etwa 20 mm) und/oder einen Wegbeleuchtungsstrahl darunter vertikal schlitzförmig (2 mm breit, 20 mm hoch) aufgeblendet werden konnte. Im Rahmen der Abwehr nächtlicher Bomber – der sogenannten Wilde-Sau-Taktik – kam es teilweise in Berlin und anderen Städten zur Aufhebung der Verdunkelung und einer bewussten Beleuchtung der Zielgebiete.
Mit Aufkommen von elektronischen Hilfsmitteln in der Steuerung und Navigation, Massenvernichtungswaffen und der Einführung von Lenkwaffen ist die Bedeutung der Verdunkelung als wirksamer Schutz schon im Verlauf des Zweiten Weltkriegs zurückgegangen. Heute darf bezweifelt werden, ob sie noch einen Schutz bieten würde.

## Verdunkelung in der Seefahrt
Besonders während des Zweiten Weltkrieges kam die Verdunkelung auch in der Seefahrt zur Anwendung. U-Boote und Torpedobomber navigierten und zielten ebenfalls auf Sicht. Um die Navigation der deutschen Boote zu erschweren, wurde bei Angriffen auf Nordamerika für die Ostküste der USA und Kanada eine Verdunkelung angeordnet. Ab 1942 etwa fuhren auch Schiffe im Atlantik und Pazifik abgedunkelt, um sich vor Angriff der U-Boote und Flieger zu schützen.